# Donnelly Rhodes
Donnelly Rhodes (Winnipeg (Manitoba), 4 december 1937 – Maple Ridge (British Columbia), 8 januari 2018), was een Canadees acteur.

## Carrière
Rhodes begon zijn acteercarrière midden de jaren vijftig. Hij had gastrollen in onder meer Mannix, Tarzan, Mission: Impossible, Baretta, Wonder Woman, Cheers, Magnum, P.I., Sliders, The X-Files, Smallville en The L Word. In 1974 en 1975 speelde hij in de soapserie The Young and the Restless.
Van 1978 tot 1981 was hij te zien als "Dutch Leitner" in de Amerikaanse komedieserie Soap. Van 1985 tot 1990 speelde hij de rol van ""Doc" Grant Roberts" in de Canadese televisieserie Danger Bay. Tussen 1998 en 2005 was hij te zien als "detective Leo Shannon" in de Canadese dramaserie Da Vinci's Inquest, waarvoor hij een Gemini Award won.
Rhodes was ook te zien in de herwerkte Battlestar Galactica serie waar hij de rol van de kettingrokende "dokter Cottle" voor zijn rekening nam. In januari 2010 speelde hij met Battlestar Galactica-collega Alessandro Juliani in de pilotaflevering van de Amerikaanse dramaserie Human Target die op FOX uitgezonden werd.
- Biblioteca Nacional de España: XX5155355
- Bibliothèque nationale de France: cb14055520z (data)
- Gemeinsame Normdatei: 1343501377
- International Standard Name Identifier: 0000 0000 7840 8162
- Library of Congress Control Number: no2003015870
- Nationale Bibliotheek van Israël: 987007322187305171
- Nederlandse Thesaurus van Auteursnamen: 406408181
- Virtual International Authority File: 59287225
- WorldCat: E39PBJhmFB3BqcK6k3tKpqwHmd